# Болије (Еро)
Болије (фр. Beaulieu) је насеље и општина у јужној Француској у региону Лангдок-Русијон, у департману Еро која припада префектури Монпелије.
По подацима из 2011. године у општини је живело 1.683 становника, а густина насељености је износила 217,72 становника/km². Општина се простире на површини од 7,73 km². Налази се на средњој надморској висини од 90 метара (максималној 105 m, а минималној 47 m).

## Демографија
| 1962. | 1968. | 1975. | 1982. | 1990. | 1999. | 2011. |
| ----- | ----- | ----- | ----- | ----- | ----- | ----- |
| 424   | 508   | 556   | 739   | 921   | 1.400 | 1.683 |

График промене броја становника у току последњих година